# 顺义站 (铁路)
顺义站位于中华人民共和国北京市顺义城区，府前西街南侧，是京承铁路的一座三等火车站，距北京站45km，距承德站211km。这座车站办理客运及货运。

## 历史
顺义站建于1938年，原位于顺义县城西北的庄头村。1939年秋，潮白河水泛滥，淹没了车站。1940年迁到今址。

## 邻近车站
1. ↑  . 北京: 北京出版社. 1993.11: 457. ISBN 7-200-02263-2.